# Huets buskekorre
Huets buskekorre (Paraxerus ochraceus) är en däggdjursart som först beskrevs av Joseph Huet 1880. Den ingår i släktet Paraxerus och familjen ekorrar. IUCN kategoriserar arten globalt som livskraftig.

## Beskrivning
Pälsen på ryggsidan är spräcklig i färgerna blekgult, ockra eller mörkt olivfärgad, medan buksidan är enfärgat gul till smutsigt vit. Svansen är lång, oregelbundet randig i svart och ljust. De olika underarterna skiljer sig åt, se nadan under Underarter. Kroppslängden varierar mellan 12 och 19 cm för hanarna, ej inräknat den 11 till 18 cm långa svansen. Honornas kroppslängd varierar mellan 14 och 17,5 cm.

## Underarter
Catalogue of Life samt Wilson & Reeder (2005) skiljer mellan 8 underarter:
- Paraxerus ochraceus ochraceus (Huet, 1880) Förekommer i centrala och östra Tantzania. Medelstor, med ovansidans päls spräcklig i ockra och sandfärgat, samt buksidan smutsvit. Tydlig, ljus sidostrimma.[6]
- Paraxerus ochraceus affinis (Trouessart, 1897)
- Paraxerus ochraceus animosus Dollman, 1911
- Paraxerus ochraceus aruscensis (Pagenstecher, 1885) Förekommer i nordöstra Tantzania och sydöstra Kenya. Rikare färgad än P. o. ochraceus, med gul buksida. Sidostrimma saknas.[6]
- Paraxerus ochraceus electus Thomas, 1909 Förekommer i västra Kenya. En blek form med vit buksida, troligen utan sidostrimma.[6]
- Paraxerus ochraceus ganana (Rhoads, 1896) Förekommer i nordöstra Kenya. Liten, blek, sandfärgad form utan sidostrimma.[6]
- Paraxerus ochraceus jacksoni (de Winton, 1897) Förekommer i södra Kenya. Den största underarten. Mörkare än övriga former, med en grönaktig päls och ibland en ljus sidostrimma nära skuldrorna.[6]
- Paraxerus ochraceus kahari Heller, 1911

## Utbredning
Denna buskekorre förekommer i Kenya, Tanzania och sannolikt även i Sydsudan. Förekomster i floden Jubas dalgång i södra Somalia har rapporterats, men har ännu ej konfirmerats.

## Ekologi
Arten vistas i låglandet och i bergstrakter upp till 2 500 meter över havet. Habitatet utgörs av torra buskskogar, torr, akaciabeväxt veld och galleriskogar i annars torra områden. Huets buskekorre är emellertid anpassningsbar, besöker odlade områden och lever ofta nära människor i byggnadernas takmaterial. Arten är trädlevande och dagaktiv, med aktivitetstoppar under tidig morgon och sen eftermiddag. Den lever i par eller mindre grupper.

### Föda och predation
Födan kommer främst från växtriket, som frukter, frön, knoppar, blommor, rötter och rotknölar samt akaciakåda. Animaliska byten är mindre vanliga. Födan hämtas både i träden och på marken. Själv utgör ekorren byte för vråkar, ormar och genetter.

### Fortplantning
Arten kan para sig när som helst under året. Leken kännetecknas bland annat av att hanen jagar honan, och av ömsesidigt putsande. Honan föder två eller tre ungar per kull, som lämnar boet för första gången när de är tre till fyra veckor gamla. Två honor med ungar kan dela bo. Det förekommer att honan bär sina ungar i munnen.